# USS Sherburne
La USS Sherburne (Pennant number APA-205) era una nave trasporto d'assalto della United States Navy, appartenente alla classe Haskell; dopo aver partecipato alle fasi finali della seconda guerra mondiale sul fronte del Pacifico, fu ritirata dal servizio attivo il 3 agosto 1946.
Il 22 ottobre 1969 la nave fu riportata in servizio e pesantemente modificata perché fungesse da nave controllo per le ricerche sui missili Poseidon e Trident dei sottomarini americani, ricevendo il 26 aprile 1971 il nuovo nome di USS Range Sentinel (Pennant number AGM-22). Dopo la ricostruzione la nave era caratterizzata dalla presenza di una sola grande sovrastruttura centrale, a forma di "palazzo", in quanto ciascuno dei cinque ponti aveva una propria passerella esterna e tutti, come su di un edificio, della stessa larghezza; un unico fumaiolo era presente sulla sommità, inclinato in maniera assai particolare verso poppa. Questa nave aveva una ragion d'essere nelle numerose apparecchiature presenti a bordo, soprattutto sul ponte di coperta a prua: queste comprendevano, a un certo punto della sua vita operativa, quattro radar, tre parabolici scoperti e un SPQ-7 con radome per l'inseguimento dei missili balistici. Altre apparecchiature erano sulle sovrastrutture e a poppa, con una grande antenna su di un albero poppiero.
La nave fu definitivamente ritirata dal servizio il 12 giugno 1997 e posta alle dipendenze della National Defense Reserve Fleet, finendo stoccata presso il deposito navale del fiume James in Virginia.